# قوس محيط بالسمت

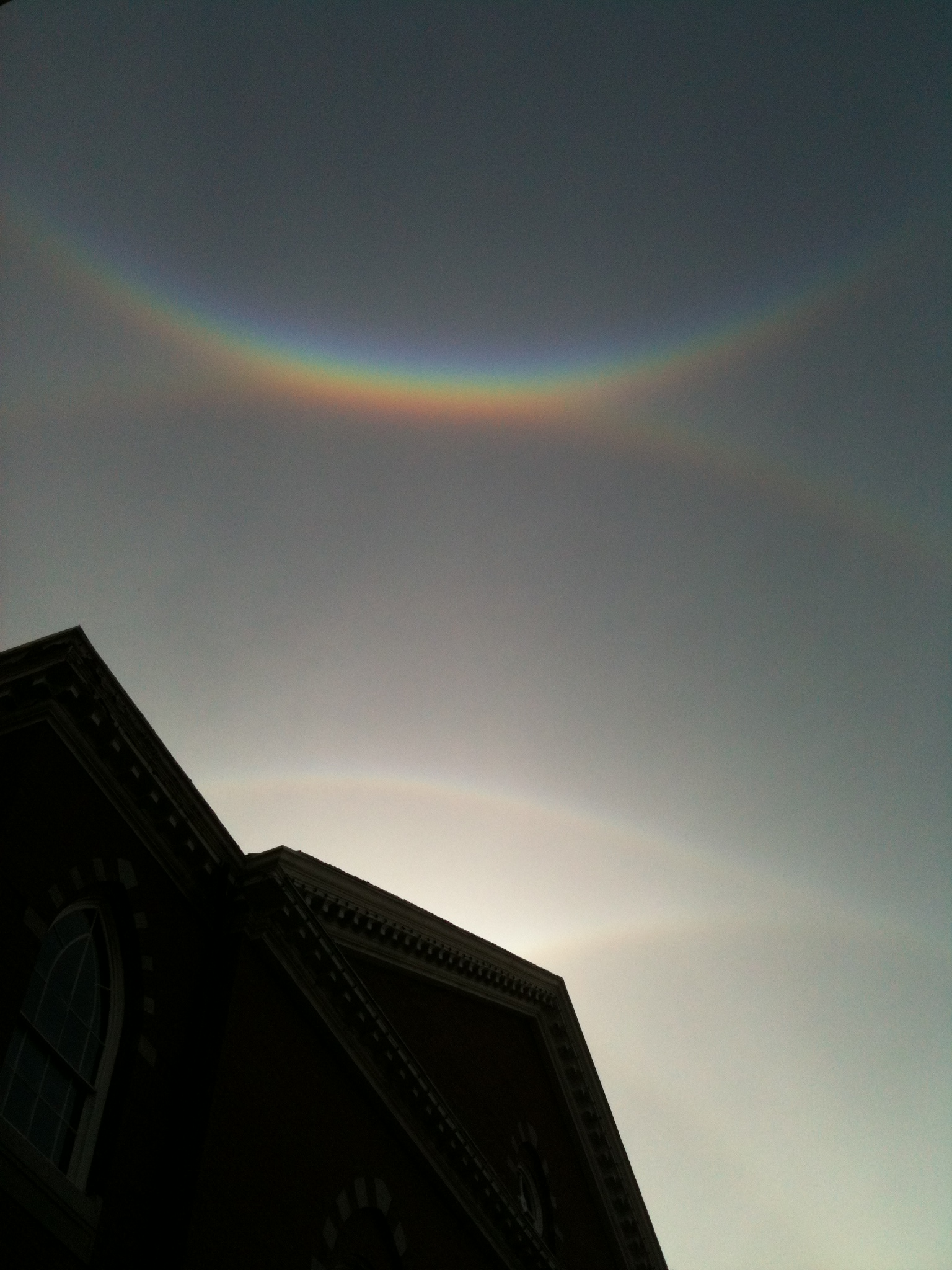
قوس السمت الدائري في سالم، مساجُستس، 27 أكتوبر/آب 2012.

القوس المحيط بالسمت أو قوس السمت الدائري أو قوس قزح المقلوب هي ظاهرة بصرية تشبه في مظهرها قوس قزح ، ولكنها تنتمي إلى الهالات الناشئة عن انكسار ضوء الشمس في بلورات الجليد، عمومًا في السمحاق أو السمحاق الطبقي، وليس من قطرات المطر. يقع القوس على مسافة كبيرة (نحو 46 درجة) فوق الشمس المرصودة ويشكل على الأكثر ربع دائرة مركزها السمت.